# Eric Gerets
Eric Gerets (Rekem, Bélgica, 18 de mayo de 1954) es un exfutbolista y entrenador de fútbol belga. Jugó de defensa y actualmente está libre tras abandonar el Al-Jazira. Su hijo, Johan Gerets, también es futbolista. Es el único entrenador, junto a Tomislav Ivić, Carlo Ancelotti y Jorge Fossati, que ha ganado una liga en cinco países diferentes.

## Carrera como jugador

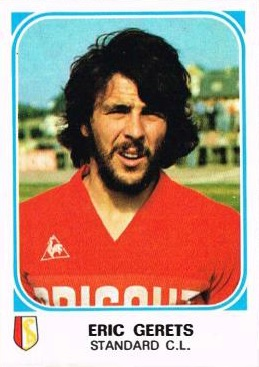
Eric Gerets en 1976

Eric Gerets fue un defensa rápido con vocación ofensiva, orden y gran disciplina táctica. Con una gran personalidad y don de mando, fue miembro y capitán de la generación dorada del PSV Eindhoven y la Selección de fútbol de Bélgica.
Comenzó su carrera profesional en 1971 a los 17 años, jugando para el Standard de Lieja, donde jugó 12 años y anotó 23 goles hasta 1983, ganando 2 campeonatos de la liga belga en las temporadas 81-82 y 82-83. Luego fue contratado por el AC Milan de Italia, para la temporada 83-84. Después fue a Holanda, donde jugó en el MVV Maastricht 84-85, para luego pasar en 1985 al PSV Eindhoven, donde conformó uno de los mejores equipos del PSV de todos los tiempos, junto a jugadores de la talla de Ruud Gullit, Ronald Koeman, Romario o Willy van de Kerkhof, entre otros. Conquistó 6 campeonatos holandeses -la Eredivisie-, 4 de ellos de forma consecutiva; además del campeonato más importante de Europa, la Liga de Campeones de la UEFA en 1988, ganando la final por penaltis al Benfica de Portugal, ya que el partido terminó 0-0 después de la prórroga. Jugó 7 años en el PSV y allí se retiró con honores en 1992, a los 37 años.
Selección Nacional
Debutó en 1975 con los "Diablos Rojos" de Bélgica y jugó 3 copas mundiales para su país, las de España 1982, México 1986 e Italia 1990, siendo el capitán del equipo, así como la Eurocopa 1980. Fue la mejor generación de futbolistas belgas, apodada "La generación de Oro belga": la que capitaneó Gerets, junto al atacante Ceulemans, el portero Jean-Marie Pfaff, el habilidoso Enzo Scifo, el goleador Nico Claesen, Erwin Vanderbergh, Franky Vercauteren, Stéphane Demol, entre otros, que le dieron a Bélgica protagonismo en Europa y en los mundiales. Fue subcampeón de Europa en 1980, cuartofinalista en España (saliendo primera de su grupo delante de Argentina), semifinalista en México y octavofinalista en Italia.
Eric Gerets jugó 86 partidos con la selección belga, anotando 2 goles. Su último partido fue contra Inglaterra en octavos de final de Italia 1990.

## Carrera como entrenador
Inicios en Bélgica

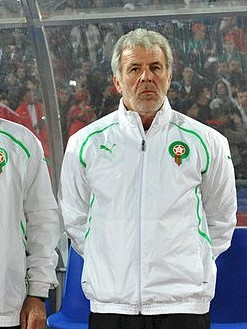
Gerets como seleccionador de en 2011.

Gerets comenzó su carrera como técnico en 1992, al frente del RFC Lieja. Posteriormente entrenó al Lierse SK (con el que conquistó una Liga belga) y al Club Brujas KV (ganando el doblete).
Periplo internacional
A continuación, pasó por diferentes clubes del extranjero: PSV Eindhoven (al que hizo dos veces campeón de la Eredivisie antes de ser despedido), FC Kaiserlautern (logrando la permanencia y un subcampeonato de Copa en su primera temporada y siendo despedido a mediados de la segunda), VfL Wolfsburgo (dimitió poco después de terminar la temporada con el equipo en 9.ª posición) o Galatasaray SK, con el que fue campeón de la Superliga de Turquía en su primera temporada.
Olympique de Marsella
En septiembre de 2007, se incorporó al Olympique de Marsella, que era 17.º tras 9 jornadas de la Ligue 1 2007-08 y que, bajo la dirección del técnico belga, terminaría el campeonato en la tercera posición. El OM alcanzó el subcampeonato en la Ligue 1 2008-09, sólo tres puntos por detrás del Girondins de Burdeos, teniendo opciones de ganar el título hasta la última jornada. Por ello, fue premiado con el trofeo al mejor entrenador de la temporada. Pese a sus buenos resultados y a gozar del apoyo de los aficionados, Gerets abandonó el club al no sentir la confianza de sus dirigentes.
Al-Hilal
En la temporada siguiente, ocupó el banquillo del Al-Hilal de Arabia Saudí.
Selección de Marruecos
En julio de 2010, tomó el mando de la selección de fútbol de Marruecos. El conjunto marroquí completó una decepcionante actuación en la Copa África 2012 al ser eliminado en la fase de grupos, aunque en contraposición ganó la Copa de Naciones Árabe. Gerets acabó siendo destituido en septiembre de 2012 a raíz de los malos resultados que estaba cosechando el combinado africano en la clasificación para la Copa África 2013.
Lekhwiya y Al-Jazira
Un mes después, se hizo cargo del Lekhwiya SC. Dicho equipo fue campeón de la Liga de Catar y de la Copa Príncipe de la Corona de Catar, hasta que Gerets fue cesado en sus funciones en mayo de 2014. Poco después, firmó por otro conjunto árabe, el Al-Jazira, del que desvinculó en junio de 2015.

## Clubes

### Como jugador
| Club              | País         | Año       | Partidos | Goles |
| ----------------- | ------------ | --------- | -------- | ----- |
| Standard de Lieja | Bélgica      | 1971-1983 | 318      | 23    |
| AC Milan          | Italia       | 1983-1984 | 13       | 1     |
| MVV Maastricht    | Países Bajos | 1984-1985 | 12       | 0     |
| PSV Eindhoven     | Países Bajos | 1985-1992 | 200      | 8     |

### Como entrenador
| Club                   | País           | Año       | P   | PG | PE | PP | % v.  |
| ---------------------- | -------------- | --------- | --- | -- | -- | -- | ----- |
| RFC Lieja              | Bélgica        | 1992-1994 |     |    |    |    |       |
| Lierse SK              | Bélgica        | 1994-1997 |     |    |    |    |       |
| Club Brujas KV         | Bélgica        | 1997-1999 |     |    |    |    |       |
| PSV Eindhoven          | Países Bajos   | 1999-2002 | 142 | 88 | 27 | 27 | 61.97 |
| FC Kaiserlautern       | Alemania       | 2002-2004 | 70  | 21 | 16 | 33 | 30    |
| VfL Wolfsburgo         | Alemania       | 2004-2005 | 35  | 16 | 3  | 16 | 45.71 |
| Galatasaray SK         | Turquía        | 2005-2007 | 89  | 49 | 21 | 19 | 55.06 |
| Olympique de Marsella  | Francia        | 2007-2009 | 96  | 46 | 23 | 27 | 47.92 |
| Al-Hilal               | Arabia Saudita | 2009-2010 | 48  | 35 | 6  | 7  | 72.92 |
| Selección de Marruecos | Marruecos      | 2010-2012 | 18  | 7  | 5  | 6  | 38.89 |
| Lekhwiya SC            | Catar          | 2012-2014 | 77  | 44 | 13 | 20 | 57.14 |
| Al-Jazira              | EAU            | 2014-2015 | 27  | 15 | 3  | 9  | 55.56 |

## Palmarés

### Como jugador

#### Torneos nacionales
| Título                      | Club              | País         | Año  |
| --------------------------- | ----------------- | ------------ | ---- |
| Copa de Bélgica             | Standard de Lieja | Bélgica      | 1981 |
| Supercopa de Bélgica        | Standard de Lieja | Bélgica      | 1981 |
| Primera División de Bélgica | Standard de Lieja | Bélgica      | 1982 |
| Primera División de Bélgica | Standard de Lieja | Bélgica      | 1983 |
| Eredivisie                  | PSV Eindhoven     | Países Bajos | 1986 |
| Eredivisie                  | PSV Eindhoven     | Países Bajos | 1987 |
| Eredivisie                  | PSV Eindhoven     | Países Bajos | 1988 |
| Copa de los Países Bajos    | PSV Eindhoven     | Países Bajos | 1988 |
| Eredivisie                  | PSV Eindhoven     | Países Bajos | 1989 |
| Copa de los Países Bajos    | PSV Eindhoven     | Países Bajos | 1989 |
| Copa de los Países Bajos    | PSV Eindhoven     | Países Bajos | 1990 |
| Eredivisie                  | PSV Eindhoven     | Países Bajos | 1991 |
| Eredivisie                  | PSV Eindhoven     | Países Bajos | 1992 |

#### Torneos internacionales
| Título                       | Club          | Sede      | Año  |
| ---------------------------- | ------------- | --------- | ---- |
| Liga de Campeones de la UEFA | PSV Eindhoven | Stuttgart | 1988 |

### Como entrenador

#### Torneos nacionales
| Título                               | Club           | País           | Año  |
| ------------------------------------ | -------------- | -------------- | ---- |
| Primera División de Bélgica          | Lierse SK      | Bélgica        | 1997 |
| Primera División de Bélgica          | Club Brujas KV | Bélgica        | 1998 |
| Supercopa de Bélgica                 | Club Brujas KV | Bélgica        | 1998 |
| Eredivisie                           | PSV Eindhoven  | Países Bajos   | 2000 |
| Supercopa de los Países Bajos        | PSV Eindhoven  | Países Bajos   | 2000 |
| Eredivisie                           | PSV Eindhoven  | Países Bajos   | 2001 |
| Supercopa de los Países Bajos        | PSV Eindhoven  | Países Bajos   | 2001 |
| Superliga de Turquía                 | Galatasaray    | Turquía        | 2006 |
| Liga                                 | Al-Hilal FC    | Arabia Saudita | 2010 |
| Copa del Príncipe de la Corona Saudí | Al-Hilal FC    | Arabia Saudita | 2010 |
| Copa Príncipe de la Corona de Catar  | Lekhwiya SC    | Catar          | 2013 |
| Liga de Catar                        | Lekhwiya SC    | Catar          | 2014 |

#### Torneos internacionales
| Título                 | Equipo                 | Sede           | Año  |
| ---------------------- | ---------------------- | -------------- | ---- |
| Copa de Naciones Árabe | Selección de Marruecos | Arabia Saudita | 2012 |